# Gene Bradford
Gene L. Bradford (1909 - 17 de agosto de 1937) foi uma política americana que serviu como membro da Câmara dos Representantes de Washington em 1937. Ela representou o 39.º distrito legislativo de Washington como democrata.
Bradford nasceu em Wisconsin em 1909, mas foi criada em Iowa. Ela estudou na Universidade do Noroeste em Evanston, Illinois.
O seu distrito legislativo servia aos condados de Snohomish e Island, e ela morava em Everett, Washington. Ela era membro das Filhas da Revolução Americana e da Ordem da Estrela do Oriente, uma organização maçónica.
Ela faleceu num acidente de automóvel durante o seu primeiro ano no cargo com apenas 27 ou 28 anos. Ela estava no momento com o deputado estadual Clyde U. Taylor e a sua esposa.